# Cyclobarus
Cyclobarus är ett släkte av skalbaggar. Cyclobarus ingår i familjen vivlar.

## Dottertaxa tillCyclobarus, i alfabetisk ordning[1]
- Cyclobarus alternevittatus
- Cyclobarus antoinei
- Cyclobarus armipes
- Cyclobarus bonnairei
- Cyclobarus comatus
- Cyclobarus costulatus
- Cyclobarus cyrtus
- Cyclobarus foveicollis
- Cyclobarus hipponensis
- Cyclobarus intermedius
- Cyclobarus lepitrei
- Cyclobarus longipilis
- Cyclobarus major
- Cyclobarus makalicus
- Cyclobarus metallescens
- Cyclobarus mskalicus
- Cyclobarus oribates
- Cyclobarus ornatus
- Cyclobarus persimilis
- Cyclobarus puberulus
- Cyclobarus puncticollis
- Cyclobarus rotroui
- Cyclobarus rungsi
- Cyclobarus similis
- Cyclobarus subpyriformis
- Cyclobarus susicus
- Cyclobarus turgidus